# Sao B(e)

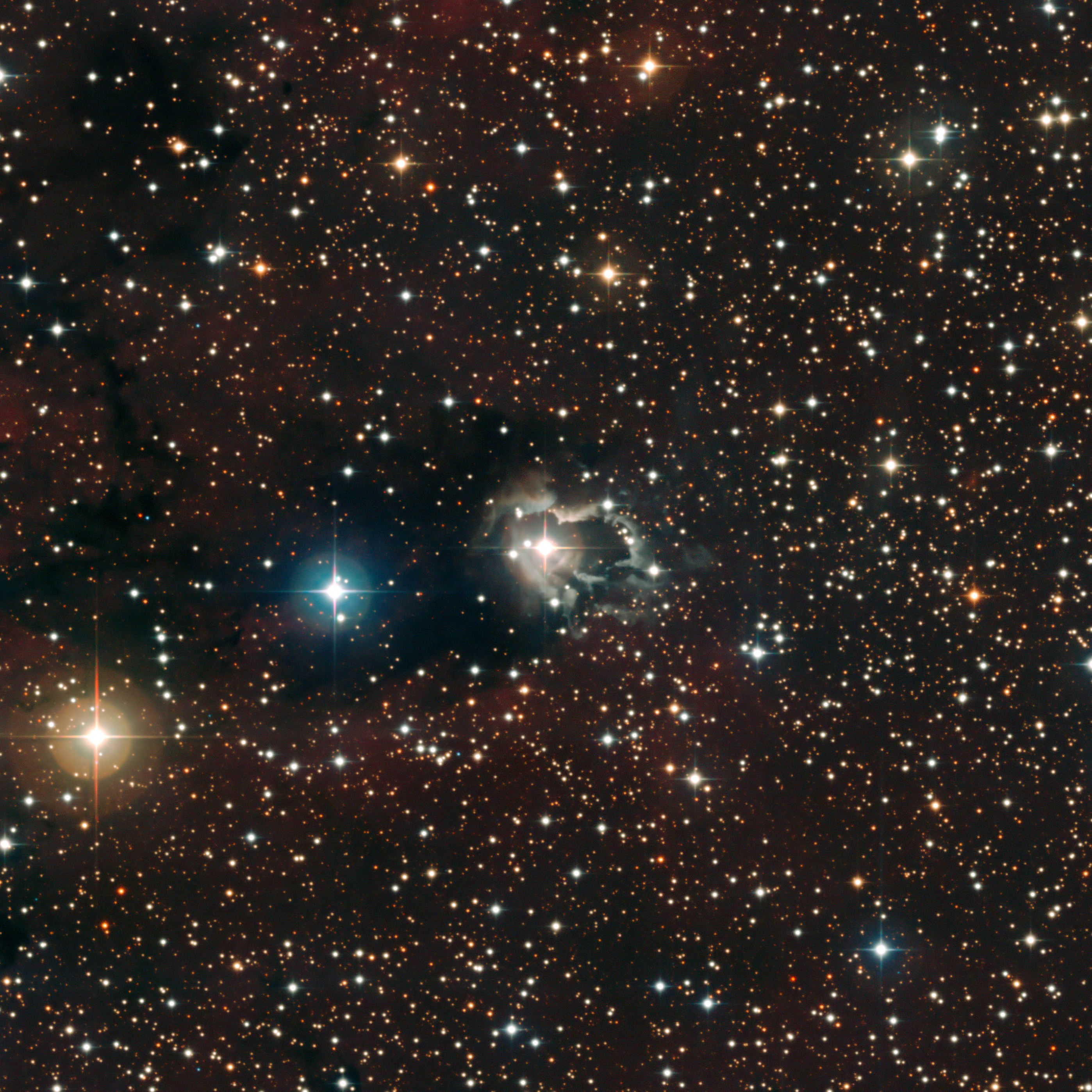
Hình mô tả tinh vân xung quanh sao B [e] HD 87643

Sao B[e] là một ngôi sao loại B với các vạch phát xạ ion hóa trung tính hoặc thấp bị cấm đặc biệt trong phổ của nó. Việc chỉ định kết quả từ việc kết hợp lớp phổ B, chữ thường e biểu thị phát xạ trong hệ thống phân loại quang phổ và dấu ngoặc vuông xung quanh biểu thị các đường cấm. Những ngôi sao này cũng thường xuyên hiển thị các vạch phát xạ hydro mạnh, nhưng tính năng này có mặt trong nhiều loại sao khác và không đủ để phân loại đối tượng B [e]. Các đặc điểm quan sát khác bao gồm phân cực tuyến tính quang học và bức xạ hồng ngoại thường mạnh hơn nhiều so với các sao hạng B thông thường, được gọi là dư hồng ngoại. Vì bản chất B[e] là nhất thời, các sao loại B[e] có thể biểu hiện phổ loại B bình thường vào các thời điểm và các sao loại B bình thường có thể trở thành sao B[e].

## Khám phá
Nhiều ngôi sao Be được phát hiện có đặc thù quang phổ. Một trong những đặc thù này là sự hiện diện của các vạch quang phổ bị cấm của sắt bị ion hóa và đôi khi các nguyên tố khác. Vào năm 1973, một nghiên cứu về một trong những ngôi sao này, HD 45677 hoặc FS CMa, cho thấy sự dư thừa hồng ngoại cũng như các đường cấm của [OI], [S II], [FeII], [NiII], và nhiều hơn nữa 
Năm 1976, một nghiên cứu về các ngôi sao Be có dư thừa hồng ngoại đã xác định một tập hợp các ngôi sao cho thấy các vạch phát xạ bị cấm từ sắt bị ion hóa và một số nguyên tố khác. Những ngôi sao này đều được coi là khác biệt với chuỗi sao cổ điển Be, mặc dù chúng có vẻ bao gồm một loạt các loại sao khác nhau. Thuật ngữ sao B [e] được đặt ra để nhóm các ngôi sao này.